# São João da Serra (kommun)
São João da Serra är en kommun i Brasilien.   Den ligger i delstaten Piauí, i den östra delen av landet, 1 300 km nordost om huvudstaden Brasília. Antalet invånare är 6 157.
Omgivningarna runt São João da Serra är huvudsakligen savann. Runt São João da Serra är det mycket glesbefolkat, med 6 invånare per kvadratkilometer.